# Ulrich Lederer
Ulrich »Ulli« Lederer , avstrijski hokejist, * 18. avgust 1897, Opava, † junij 1969.
Lederer je v avstrijski ligi igral za klub Wiener EV, za avstrijsko reprezentanco je igral na enih olimpijskih igrah, več svetovnih prvenstvih, kjer je bil dobitnik ene bronaste medalje, in več evropskih prvenstvih, kjer je bil dobitnik po ene zlate in srebrne ter dveh bronastih medalj.